# Sandinista!
Sandinista! – trzypłytowy (wersja z 1980) album punkrockowego zespołu The Clash. Nagrany w Pluto Studios w Manchesterze (luty 1980), The Power Station w Nowym Jorku (marzec 1980), Electric Lady Studios w Nowym Jorku (marzec–kwiecień 1980), Channel One Studios w Kingston (maj 1980) i Wessex Studios w Londynie (sierpień 1980). Wydany 12 grudnia 1980 przez wytwórnię CBS.
W 2003 album został sklasyfikowany na 404. miejscu listy 500 albumów wszech czasów magazynu Rolling Stone.

## Utwory

### Płyta 1
- A1 „The Magnificent Seven” (The Clash) – 5:28
- A2 „Hitsville UK” (The Clash) – 4:20
- A3 „Junco Partner” (nieznany) – 4:53
- A4 „Ivan Meets G.I. Joe” (The Clash) – 3:05
- A5 „The Leader” (The Clash) – 1:41
- A6 „Something About England” (The Clash) – 3:42
- B1 „Rebel Waltz” (The Clash) – 3:25
- B2 „Look Here” (Mose Allison) – 2:44
- B3 „The Crooked Beat” (The Clash) – 5:29
- B4 „Somebody Got Murdered” (The Clash) – 3:34
- B5 „One More Time” (The Clash/Mikey Dread) – 3:32
- B6 „One More Dub” (The Clash/Mikey Dread) – 3:34

### Płyta 2
- C1 „Lightning Strikes (Not Once But Twice)” (The Clash) – 4:51
- C2 „Up in Heaven (Not Only Here)” (The Clash) – 4:31
- C3 „Corner Soul” (The Clash) – 2:43
- C4 „Let's Go Crazy” (The Clash) – 4:25
- C5 „If Music Could Talk” (The Clash/Mikey Dread) – 4:36
- C6 „The Sound of Sinners” (The Clash) – 4:00
- D1 „Police on My Back” (Eddy Grant) – 3:15
- D2 „Midnight Log” (The Clash) – 2:11
- D3 „The Equaliser” (The Clash) – 5:47
- D4 „The Call Up” (The Clash) – 5:25
- D5 „Washington Bullets” (The Clash) – 3:51
- D6 „Broadway” (The Clash) – 5:45

### Płyta 3
- E1 „Lose This Skin” (Tymon Dogg) – 5:07
- E2 „Charlie Don't Surf” (The Clash) – 4:55
- E3 „Mensforth Hill” (The Clash) – 3:42
- E4 „Junkie Slip” (The Clash) – 2:48
- E5 „Kingston Advice” (The Clash) – 2:36
- E6 „The Street Parade” (The Clash) – 3:26
- F1 „Version City” (The Clash) – 4:23
- F2 „Living in Fame” (The Clash/Mikey Dread) – 4:36
- F3 „Silicone on Sapphire” (The Clash) – 4:32
- F4 „Version Pardner” (The Clash) – 5:22
- F5 „Career Opportunities” (The Clash) – 2:30
- F6 „Shepherds Delight” (The Clash/Mikey Dread) – 3:25

## Skład
- Joe Strummer – wokal, gitara
- Mick Jones – wokal, gitara
- Paul Simonon – wokal („The Crooked Beat”), gitara basowa
- Topper Headon – wokal („Ivan Meets G.I. Joe”), perkusja

### gościnnie
- Mickey Gallagher – instrumenty klawiszowe
- Tymon Dogg – skrzypce, wokal („Lose This Skin”)
- Norman Watt-Roy – gitara basowa („The Magnificent Seven” i „Lightning Strikes (Not Once But Twice)”)
- J.P. Nicholson – gitara basowa („Washington Bullets”)
- Ellen Foley – wokal („Hitsville U.K.”)
- David Payne – saksofon
- Ray Gasconne
- Band Sgt. Dave Yates
- Den Hegarty – wokal
- Luke Gallagher – wokal („Career Opportunities”)
- Ben Gallagher – wokal („Career Opportunities”)
- Maria Gallagher – wokal („Broadway”)
- Gary Barnacle – saksofon
- Bill Barnacle – trąbka
- Jody Winscott
- Ivan Julian – gitara
- Noel Tempo Bailey
- Anthony Nelson Steelie
- Lew Lewis – wokal, harmonijka ustna
- Gerald Baxter-Warman
- Terry McQuade
- Rudolf Adolphus Jordan
- Battersea
- Mikey Dread – wokal („Living in Fame”)